# Чавес, Марвин
Ма́рвин Анто́нио Ча́вес (исп. Marvin Antonio Chávez; родился 3 ноября 1983 года в Ла-Сейбе, Гондурас) — гондурасский футболист, вингер. Выступал в сборной Гондураса. Участник чемпионата мира 2014 года.

## Клубная карьера
В 2005 году Чавес начал свою карьеру в клубе «Виктория». Только в третьем сезоне он завоевал постоянное место в основе, но по его окончании покинул команду. В 2008 году он подписал контракт с «Марафоном». 3 августа в матче против «Реал Эспанья» Марвин забил свой первый гол за новый клуб. После окончания сезоне Чавеса взял в аренду клуб MLS «Даллас». 13 сентября 2009 года в матче против «Лос-Анджелес Гэлакси» Марвин дебютировал за новый клуб. 26 сентября 2010 года в поединке против «Спортинг Канзас-Сити» забил свой первый гол за команду. Чавес стал очень важным футболистом для «Далласа» и помог клубу выйти в финал кубка MLS. По окончании аренды американская команда выкупила его трансфер. В начале 2012 года Марвин перешёл в «Сан-Хосе Эртквейкс». 11 марта в матче против «Нью-Инглэнд Революшн» он дебютировал за новую команду. 19 июля Чавес забил свой первый гол за «Сан-Хосе» своей бывшей команде «Далласу». Марвин помог команде завоевать MLS Supporters’ Shield.

## Международная карьера
В августе 2006 года в товарищеском матче против сборной Венесуэлы Чавес дебютировал за сборную Гондураса. В 2009 году Марвин был включен в заявку национальной сборной на участие в Золотом кубке КОНКАКАФ. На турнире он был основным футболистом и сыграл в матчах против сборных Гаити, Канады и дважды против хозяев первенства США. 26 января 2009 года в матче Кубка наций Центральной Америки против сборной Сальвадора Чавес забил свой первый гол за сборную.
В 2013 году Марвин во второй раз принял участие в розыгрыше Золотого кубка КОНКАКАФ. Он сыграл в четырёх матчах турнира против сборных Сальвадора, Коста-Рики и США, а поединке против Гаити забил гол.

### Голы за сборную Гондураса
| #   | Дата            | Место                                   | Противник        | Результат | Соревнование                         |
| --- | --------------- | --------------------------------------- | ---------------- | --------- | ------------------------------------ |
| 01. | 26 января 2009  | Тибурсио Андино, Тегусигальпа, Гондурас | Сальвадор        | 2:0       | Кубок наций Центральной Америки 2009 |
| 02. | 21 января 2011  | Роммель Фернандес, Панама, Панама       | Сальвадор        | 2:0       | Центральноамериканский кубок 2011    |
| 03. | 7 сентября 2012 | Педро Марреро, Гавана, Куба             | Куба             | 3:0       | Чемпионат мира 2014 квалификация     |
| 04. | 8 июля 2013     | Ред Булл Арена, Гаррисон, США           | Республика Гаити | 1:0       | Золотой кубок КОНКАКАФ 2013          |

## Достижения
Командные
 «Сан-Хосе Эртквейкс»
- Обладатель MLS Supporters’ Shield — 2012